# 申根
申根（德語：Schengen，[ˈʃɛŋən]，法語發音：[ʃɛŋɡɛn] ⓘ，盧森堡語發音：[ˈʃæŋən] ⓘ）是盧森堡最東南端的市镇，行政上隸屬於雷米希县。它處於盧森堡、德國和法國三國的交界處，北緯49°28′，東經6°22′，面積10.63平方千米，人口約1500多人。
1985年6月14日，西德、法國、荷蘭、比利時、盧森堡五個國家在當地摩澤爾河上的一艘名為瑪麗·阿斯特丽德公主（Princesse Marie-Astrid）號的船上簽署《申根公約》。申根這個小鎮也因此而出名。
2011年，旧市镇比尔默朗日和韦伦施泰因一同并入申根。